# Avro Bison
L' Avro 555 Bison est un avion quadriplace embarqué de reconnaissance et de réglage d’artillerie britannique de l'entre-deux-guerres.

## Origine et description
C’est pour répondre à un cahier des charges de l’Amirauté britannique (DofR 7A) que l’Air Ministry établit la spécification 3/21 portant sur un multiplace embarqué sur porte-avions devant assurer des missions de surveillance aérienne et de réglage d’artillerie. Pour répondre à ce programme, Roy Chadwick dessina un appareil assez laid, en mettant l’accent sur les aspects pratiques. La cellule biplan était classique : plans non décalés égaux en envergure, structure en bois entoilée, profil épais. Elle était bien entendu repliable. Le train d'atterrissage était également classique, fixe à essieu, et l’empennage était sensiblement identique à celui du triplan Avro 547. Le fuselage, réalisé en tubes d’acier soudés avec revêtement entoilé, offrait par contre de nombreuses particularités. Le moteur Napier Lion de 450 ch était enfermé dans un capot aussi fin que possible, « plongeant » fortement vers l’avant, avec un radiateur situé sous le moteur à la manière de l’Aldershot. L’ensemble moteur-bâti-moteur étant réalisé de façon indépendante du reste du fuselage, il était possible de déposer le moteur avec son bâti et d’utiliser celui-ci comme support pour les opérations de maintenance. Très profond, le fuselage occupait tout l’entreplan, le pilote disposant d’un poste de pilotage ouvert situé dans le bord d'attaque de l’aile, le but étant d’assurer la meilleure visibilité possible vers le bas et l’avant à l’atterrissage. Entre le pilote et le mitrailleur dorsal arrière prenaient place, dans le fuselage, deux observateurs disposant d’une large baie vitrée rectangulaire de chaque côté de l’appareil. À l’arrière du fuselage, dont la forme bossue justifiait le nom donné à l’appareil, on trouvait des ballonnets de flottaison et une balise de détresse permettant de localiser par radiogoniométrie un appareil tombé en mer. Trois prototypes furent commandés.

## Versions
- Avro 555 : Assemblé à Hamble, le premier prototype [N.153] prit l’air en septembre 1921. Bert Hinkler décolla le second appareil [N.154] le 12 décembre 1922. Cet appareil avait subi diverses modifications, la plus importante consistant à relever le plan supérieur de 38 cm au-dessus du fuselage, ce qui entraînait le déplacement du poste de pilotage, structure indépendante désormais accrochée sur le longeron supérieur avant du fuselage[1] et la modification de la mâture d’entreplan. Le dernier prototype [N.155], sensiblement identique au précédent, vola le 30 juin 1923 et fut affecté directement au Wireless and Photographic Flight basé à Farnborough, puis Gosport à partir de 1924.
- Avro 555A Bison IA : 12 appareils similaires au second prototype, et affectés curieusement par la RAF non à l’aviation embarquée mais au No 3 Squadron, chargé de la surveillance des côtes britanniques, pour remplacer ses Westland Walrus[3]. Plusieurs de ces appareils servirent également de banc d’essais de moteurs au Royal Aircraft Establishment de Farnborough[3], où un exemplaire était toujours en compte début 1930.
- Avro 555B Bison IB : Le dernier Bison IA construit [N9594] fut testé en amphibie avec flotteur central[3], mais les essais révélèrent que l’appareil n’était pas adapté à ce rôle. Il fut donc reconverti en appareil terrestre.
- Avro 555C Bison II : 35 appareils similaires au 3e prototype, livrés entre décembre 1924 et février 1927 à la Fleet Air Arm, qui regroupa à partir de 1924 les unités de la RAF spécialisées dans le soutien à la flotte. Ils furent utilisés par les No 421 et No 423 Fleet Spotter Flight, embarqués respectivement sur les porte-avions HMS Furious et HMS Eagle[4], mais aussi déployés à terre à Gosport (Grande-Bretagne) pour l’entraînement des équipages et Hal Far (Malte) en soutien de la flotte de Méditerranée. En 1929 ils furent remplacés par des Fairey IIIF.

## Sources
1. 1 2 3  « Flight 2 décembre 1926 p. 786 »
2. ↑  « Flight 5 juillet 1923 p. 364 »
3. 1 2 3  A.J. Jackson
4. ↑  « Flight 10 mars 1927 p. 140 »